# ويلارد هال
ويلارد هال (بالإنجليزية: Willard Hall)‏ هو محامي وقاضي وسياسي أمريكي، ولد في 24 ديسمبر 1780 في الولايات المتحدة، وتوفي في 10 مايو 1875 في ويلمنغتون في الولايات المتحدة. حزبياً، نشط في الحزب الجمهوري الديمقراطي والحزب الجمهوري. وقد انتخب عضو مجلس ولاية ديلاوير وانتخب عضو مجلس النواب الأمريكي.